# Леччия, Джессика
Дже́ссика Ле́ччия (англ. Jessica Leccia; род. 8 января 1976, Нью-Йорк, Нью-Йорк) — американская актриса.

## Биография
Джессика Леччия родилась 8 января 1976 года в Нью-Йорке (штат Нью-Йорк, США). Окончила Университет Блумсбурга в Пенсильвании со степенью бакалавра.
Джессика дебютировала в кино в 2001 году, сыграв роль регистраторши в фильме «Снайпс». В 2007—2009 года Леччия играла ролью Наталии в телесериале «Направляющий свет». Всего она сыграла в 16-ти фильмах и телесериалах.
С 3 мая 2008 года Джессика замужем за Брайном Мэллойем. У супругов есть дочь — Айви Лола Мэллой (род.10.06.2009).